# Pantophaea scheveni
Pantophaea scheveni is een vlinder uit de familie van de pijlstaarten (Sphingidae). De wetenschappelijke naam van de soort werd in 1972 gepubliceerd door Robert Herbert Carcasson.